# 345

345(삼백사십오)는 344보다 크고 346보다 작은 자연수다.

## 수학
- 합성수로, 그 약수는 1, 3, 5, 15, 23, 69, 115, 345다. 진약수의 합은 231이므로, 345는 부족수다.
- 36번째 쐐기수다. 앞의 쐐기수는 322, 다음 쐐기수는 354다.
  - 8번째 홀수 쐐기수다. 앞의 홀수 쐐기수는 285, 다음은 357이다.
- {\displaystyle 91^{2}-1}, {\displaystyle 22^{4}-1}은 345로 나누어떨어진다.

## 과학
- NGC 345(영어판): 고래자리 방향에 있는 나선은하.

## 교통

### 철도
- 수도권 전철 3호선 대치역의 역번호.

### 도로
- 국도 제345호선
  - 일본 345번 국도(일본어판): 니가타현 니가타시 주오구에서 야마가타현 아쿠미군 유자정까지 이어지는 일본의 국도.
- 기타 도로
  - 345번 지방도: 경기도 여주시 점동면 처리에서 양평군 단월면 석산리까지 이어지는 대한민국의 지방도.
  - 현도 제345호선

## 군사
- U-345(영어판, 독일어판): 제2차 세계 대전에 사용된 나치 독일의 군용 잠수함.

## 문화유산
- 대한민국의 보물 제345호: 백자 상감모란문 매병
- 대한민국의 사적 제345호: 고창 용계리 청자 요지

## 방송
- U+ TV의 다빈치러닝 채널 번호.
- KT HCN의 OBS W 채널 번호.

## 기타
- 연도: 345년, 기원전 345년